# Mundos opuestos (programa de televisión colombiano)
Mundos opuestos fue un reality show producido y transmitido por el Canal RCN. Este reality show se encuentra basado en el exitoso programa del mismo tipo chileno Mundos Opuestos.
20 Participantes, 9 de ellos famosos, viviendo y compitiendo juntos pero separados en dos mundos completamente diferentes. Algunos tendrán la comodidad y la tecnología de la vida del futuro, mientras que otros tendrán que vivir como los hacían nuestros antecesores hace 100 años, todo por el premio mayor de $400 millones de pesos Colombianos, alrededor de 200.000 dólares.
La premisa del concurso consiste en que los participantes estarán divididos en dos grupos, unos viviendo "la vida del futuro" y otros "la vida del pasado". Los dos mundos presentes en la vivienda fueron separados por un muro de vidrio, permitiendo que ambos grupos puedan observar las acciones del otro; la interacción directa entre los dos grupos de participantes se da en el patio, denominado como "el presente". Los participantes de los dos grupos existentes compiten cada semana en diversas pruebas físicas para determinar qué grupo vivirá en el pasado y cuál en el futuro, y determinar cuál será el participante eliminado de la competencia.

## Equipo del programa
- Presentadores: Sebastián Martínez lidera las competencias por equipos, los consejos de eliminación y los duelos de eliminación.
- Coachs:
  - Laura Acuña, presentadora de Muy buenos días, es la encargada de acompañar a los ganadores de la competencia por equipos en el mundo del futuro y realizar actividades de entretenimiento.
  - Javier Zapata, pionero del Bike Trial en Colombia y recordado por su participación en el reality show de Colombia tiene talento, es el encargado de entrenar a los participantes del mundo del pasado para mejorar sus destrezas y lograr ganar la siguiente competición.

## Reglas
- "Protegido de todos los tiempos": Es el único participante que posee la inmunidad, y no corre el riesgo de ser eliminado o nominado, también puede circular libremente por el pasado, el presente y el futuro; sin embargo, no puede entregar bienes tanto del futuro para los participantes del pasado, como del pasado a participantes del futuro. Posee el traje azul para diferenciarlo de los demás participantes, y es el único que decide quién será el nominado del consejo del pasado y del futuro en caso de que hubiese un empate.
- "Castigado de todos los tiempos": El participante fue el menos votado por el público a través de mensajes de texto, transformándose en el nominado extra.
- "El presente": Es el lugar en el que todos los participantes pueden circular; sin embargo, ningún participante puede circular en el presente antes de las 10:00 horas ni tampoco después de la medianoche.

## Participantes
| Participante                                                | Edad | Resultado final                                     | Estadía |
| ----------------------------------------------------------- | ---- | --------------------------------------------------- | ------- |
| Wesley Burger Aventurero y guía de safaris.                 | 34   | Hombre Ganador de Mundos Opuestos Colombia          | 77 días |
| Sofía Jaramillo Modelo y estudiante de Comunicación Social. | 23   | Mujer Ganadora de Mundos Opuestos Colombia          | 77 días |
| Pipe Calderón Cantante.                                     | 29   | 2.º Lugar Hombres de Mundos Opuestos Colombia       | 77 días |
| Paola Tovar Actriz.                                         | 25   | 2.º Lugar Mujeres de Mundos Opuestos Colombia       | 77 días |
| Ana Lucía Silva Actriz.                                     | 29   | Semifinalista Eliminada de Mundos Opuestos Colombia | 72 días |
| Daniela Ochoa "Nanis" Modelo.                               | 23   | Semifinalista Eliminada de Mundos Opuestos Colombia | 50 días |
| Julián Rendón Graduado de comunicación social y periodismo. | 28   | Semifinalista Eliminado de Mundos Opuestos Colombia | 70 días |
| Abdu Cesar Ingeniero.                                       | 39   | Semifinalista Eliminado de Mundos Opuestos Colombia | 70 días |
| Víctor Javier Torres Pimpinero.                             | 29   | 14.º eliminado En duelo de habilidad                | 64 días |
| Edward Carrillo Ocupación desconocida.                      | 27   | 13.er eliminado En duelo de habilidad               | 64 días |
| Farina Paucar Cantante.                                     | 26   | 12.ª eliminada En duelo de habilidad                | 64 días |
| Delmis Muñoz Modelo, Ex Miss Playboy.                       | 28   | 11.ª eliminada En duelo de habilidad                | 64 días |
| Ana María Córdoba Modelo                                    | 26   | 10.ª eliminada En duelo de equilibrio               | 57 días |
| Diana Caicedo Modelo y estudiante de periodismo.            | 25   | 9.ª eliminada En duelo de equilibrio                | 57 días |
| Omar Murillo "Bola 8" Actor.                                | 31   | 8.º eliminado En duelo de habilidad                 | 49 días |
| Víctor Hugo Aristizábal "Aristi" Futbolista.                | 41   | 7.o eliminado En duelo de velocidad                 | 42 días |
| Eduardo José Beleño Cantante.                               | 25   | 6.o eliminado En duelo de destreza                  | 14 días |
| Sandra Muñoz Actriz, Modelo y Presentadora.                 | 34   | 5.a eliminada En duelo de destreza                  | 28 días |
| Hernando Colmenares Instructor personal.                    | 49   | 4.o eliminado En duelo de equilibrio                | 21 días |
| Julieth Pinto Futbolista.                                   | 22   | 3.a eliminada En duelo de equilibrio                | 14 días |
| Giorgio Difeo Actor.                                        | 32   | 2.o eliminado En duelo de puntería                  | 7 días  |
| Isabel Cristina Gómez Estudiante de Odontología.            | 23   | 1.a eliminada En duelo de puntería                  | 7 días  |

1. 1 2  Nanis y Eduardo ingresaron el día 22 como nuevos participantes.

- Semana 1 - 5 :

     Participante del equipo infinito.
     Participante del equipo eternidad.
- - Semana 6 - 11:

     Participante competencia individual hombre.
     Participante competencia individual mujer.

### Participantes en competencias anteriores
| Farina Paucar | Factor X (primera temporada) | 2005 | 10.ª Eliminada |

## Fases de competencia

### Equipos
A continuación, se encuentra una tabla, la cual indica cómo fueron conformados los equipos:
| Semana:      | 1 - 5                                  | 1 - 5                                                                 |
| ------------ | -------------------------------------- | --------------------------------------------------------------------- |
| Equipos:     | Eternidad                              | Infinito                                                              |
| Integrantes: | Abdu Cesar                             | Ana María Córdoba                                                     |
| Integrantes: | Ana Lucía Silva                        | Delmis Muñoz                                                          |
| Integrantes: | Diana Caicedo                          | Edward Carrillo                                                       |
| Integrantes: | Eduardo Beleño                         | Farina Paucar                                                         |
| Integrantes: | Julián Rendón                          | Giorgio Difeo                                                         |
| Integrantes: | Julieth Pinto Cuello                   | Hernando Colmenares                                                   |
| Integrantes: | Paola Tovar                            | Isabel Cristina Gómez                                                 |
| Integrantes: | Pipe Calderón                          | Nanis Ochoa                                                           |
| Integrantes: | Sofía Jaramillo                        | Omar Murillo                                                          |
| Integrantes: | Víctor Hugo Aristizábal                | Sandra Muñoz                                                          |
| Integrantes: | Wesley Burger                          | Víctor Javier Torres                                                  |
| Capitán:     | Semana 1 - 5 : Víctor Hugo Aristizábal | Semana 1 - 3 : Hernando Colmenares Semana 4 - 5: Víctor Javier Torres |

 Capitán del respectivo equipo.

### Individuales
| Semana:      | 6 - 9                   | 6 - 9             |  |               |                 |  |               |                 |  |               |                 |
| Instancia:   | Individuales            | Individuales      |  | Semifinales   | Semifinales     |  | Final         | Final           |  | Ganador       | Ganadora        |
| Instancia:   | Hombres                 | Mujeres           |  | Hombres       | Mujeres         |  | Hombres       | Mujeres         |  | Ganador       | Ganadora        |
| Integrantes: | Abdu Cesar              | Ana Lucía Silva   |  | Abdu Cesar    | Ana Lucía Silva |  | Pipe Calderón | Paola Tovar     |  | Wesley Burger | Sofía Jaramillo |
| Integrantes: | Edward Carrillo         | Ana María Córdoba |  | Julián Rendón | Nanis Ochoa     |  | Wesley Burger | Sofía Jaramillo |  |               |                 |
| Integrantes: | Julián Rendón           | Delmis Muñoz      |  | Pipe Calderón | Paola Tovar     |  |               |                 |  |               |                 |
| Integrantes: | Pipe Calderón           | Diana Caicedo     |  | Wesley Burger | Sofía Jaramillo |  |               |                 |  |               |                 |
| Integrantes: | Omar Murillo            | Farina Paucar     |  |               |                 |  |               |                 |  |               |                 |
| Integrantes: | Víctor Hugo Aristizábal | Paola Tovar       |  |               |                 |  |               |                 |  |               |                 |
| Integrantes: | Wesley Burger           | Nanis Ochoa       |  |               |                 |  |               |                 |  |               |                 |
| Integrantes: | Víctor Javier Torres    | Sofía Jaramillo   |  |               |                 |  |               |                 |  |               |                 |

## Resultados generales
| Abdu          | Gana      | Salvado   | Nominado  | Gana      | Gana      | Gana      | Gana      | Gana      | Gana      |  |  |  |  |  |  |  |  |  |  |  |  |  |  |  |  |  |  |  |  |  |  |  |  |  |  |  |  |  |  |  |  |
| Ana. L.       | Gana      | Nominada  | Salvada   | Gana      | Gana      | Nominada  | Gana      | Salvada   | Nominada  |  |  |  |  |  |  |  |  |  |  |  |  |  |  |  |  |  |  |  |  |  |  |  |  |  |  |  |  |  |  |  |  |
| Julián        | Gana      | Salvado   | Nominado  | Gana      | Nominado  | Gana      | Nominado  | Salvado   | Nominado  |  |  |  |  |  |  |  |  |  |  |  |  |  |  |  |  |  |  |  |  |  |  |  |  |  |  |  |  |  |  |  |  |
| Nanis         |           |           |           | Salvada   | Salvada   | Nominada  | Salvada   | Gana      | Gana      |  |  |  |  |  |  |  |  |  |  |  |  |  |  |  |  |  |  |  |  |  |  |  |  |  |  |  |  |  |  |  |  |
| Paola         | Gana      | Salvada   | Salvada   | Gana      | Gana      | Gana      | Nominada  | Gana      | Nominada  |  |  |  |  |  |  |  |  |  |  |  |  |  |  |  |  |  |  |  |  |  |  |  |  |  |  |  |  |  |  |  |  |
| Pipe          | Gana      | Salvado   | Salvado   | Gana      | Gana      | Salvado   | Nominado  | Salvado   | Gana      |  |  |  |  |  |  |  |  |  |  |  |  |  |  |  |  |  |  |  |  |  |  |  |  |  |  |  |  |  |  |  |  |
| Sofía         | Inmune    | Nominada  | Salvada   | Gana      | Gana      | Gana      | Gana      | Nominada  | Gana      |  |  |  |  |  |  |  |  |  |  |  |  |  |  |  |  |  |  |  |  |  |  |  |  |  |  |  |  |  |  |  |  |
| Wesley        | Gana      | Salvado   | Salvado   | Gana      | Inmune    | Nominado  | Inmune    | Inmune    | Nominado  |  |  |  |  |  |  |  |  |  |  |  |  |  |  |  |  |  |  |  |  |  |  |  |  |  |  |  |  |  |  |  |  |
| Víctor Javier | Salvado   | Gana      | Gana      | Salvado   | Salvado   | Nominado  | Salvado   | Salvado   | Eliminado |  |  |  |  |  |  |  |  |  |  |  |  |  |  |  |  |  |  |  |  |  |  |  |  |  |  |  |  |  |  |  |  |
| Farina        | Salvada   | Inmune    | Gana      | Nominada  | Salvada   | Gana      | Gana      | Nominada  | Eliminada |  |  |  |  |  |  |  |  |  |  |  |  |  |  |  |  |  |  |  |  |  |  |  |  |  |  |  |  |  |  |  |  |
| Edward        | Nominado  | Gana      | Gana      | Salvado   | Nominado  | Salvado   | Gana      | Gana      | Eliminado |  |  |  |  |  |  |  |  |  |  |  |  |  |  |  |  |  |  |  |  |  |  |  |  |  |  |  |  |  |  |  |  |
| Delmis        | Salvada   | Gana      | Gana      | Salvada   | Salvada   | Inmune    | Gana      | Gana      | Eliminada |  |  |  |  |  |  |  |  |  |  |  |  |  |  |  |  |  |  |  |  |  |  |  |  |  |  |  |  |  |  |  |  |
| Ana. M.       | Salvada   | Gana      | Inmune    | Salvada   | Salvada   | Nominada  | Nominada  | Eliminada |           |  |  |  |  |  |  |  |  |  |  |  |  |  |  |  |  |  |  |  |  |  |  |  |  |  |  |  |  |  |  |  |  |
| Diana         | Nominada  | Salvada   | Salvada   | Nominada  | Gana      | Salvada   | Nominada  | Eliminada |           |  |  |  |  |  |  |  |  |  |  |  |  |  |  |  |  |  |  |  |  |  |  |  |  |  |  |  |  |  |  |  |  |
| Omar          | Salvado   | Gana      | Gana      | Inmune    | Salvado   | Gana      | Eliminado |           |           |  |  |  |  |  |  |  |  |  |  |  |  |  |  |  |  |  |  |  |  |  |  |  |  |  |  |  |  |  |  |  |  |
| Víctor Hugo   | Nominado  | Salvado   | Salvado   | Gana      | Gana      | Eliminado |           |           |           |  |  |  |  |  |  |  |  |  |  |  |  |  |  |  |  |  |  |  |  |  |  |  |  |  |  |  |  |  |  |  |  |
| Eduardo       |           |           |           | Gana      | Eliminado |           |           |           |           |  |  |  |  |  |  |  |  |  |  |  |  |  |  |  |  |  |  |  |  |  |  |  |  |  |  |  |  |  |  |  |  |
| Sandra        | Nominada  | Gana      | Gana      | Eliminada |           |           |           |           |           |  |  |  |  |  |  |  |  |  |  |  |  |  |  |  |  |  |  |  |  |  |  |  |  |  |  |  |  |  |  |  |  |
| Hernando      | Salvado   | Gana      | Eliminado |           |           |           |           |           |           |  |  |  |  |  |  |  |  |  |  |  |  |  |  |  |  |  |  |  |  |  |  |  |  |  |  |  |  |  |  |  |  |
| Julieth       | Gana      | Eliminada |           |           |           |           |           |           |           |  |  |  |  |  |  |  |  |  |  |  |  |  |  |  |  |  |  |  |  |  |  |  |  |  |  |  |  |  |  |  |  |
| Giorgio       | Eliminado |           |           |           |           |           |           |           |           |  |  |  |  |  |  |  |  |  |  |  |  |  |  |  |  |  |  |  |  |  |  |  |  |  |  |  |  |  |  |  |  |
| Isabel        | Eliminada |           |           |           |           |           |           |           |           |  |  |  |  |  |  |  |  |  |  |  |  |  |  |  |  |  |  |  |  |  |  |  |  |  |  |  |  |  |  |  |  |

Competencia por equipos (Semana 1-5)
     El participante gana junto a su equipo la semana y es salvado.
     El participante obtiene la Inmunidad y el título de "Protegido/a de Todos los Tiempos" en el Desafío de Inmunidad.
     El participante pierde junto a su equipo la semana, pero no es nominado.
     El participante pierde junto a su equipo la semana y es nominado en el consejo del Pasado (equipo propio).
     El participante gana junto a su equipo la semana y es nominado en el consejo del Futuro (equipo propio) (Semanas 1 y 5) o El participante pierde junto a su equipo la semana y es nominado en el consejo del Futuro (equipo contrario) (Semanas 2-4).
     El participante es nominado extra (obtiene el título de "Castigado/a de Todos los Tiempos").
     El participante es nominado por quedar en último lugar en el desafío de inmunidad. (Semanas 1).
     El participante es nominado por el/la duelista. (Sólo semana 1).
     El participante es nominado, pierde el duelo de eliminación y posteriormente es eliminado de la competencia.
     El participante abandona la competencia.
Competencia individual (Semana 6-9)
     El participante gana la competencia y pasa al futuro.
     El participante obtiene la Inmunidad y el título de "Protegido/a de Todos los Tiempos".
     El participante pierde la competencia y pasa al pasado.
     El participante queda en el último lugar de la competencia por géneros, y es nominado.
     El participante pierde la semana y es nominado en el consejo del Pasado.
     El participante pierde la semana y es nominado en el consejo del Futuro.
     El participante es nominado, pierde el duelo de eliminación y posteriormente es eliminado de la competencia.

## Posiciones en las «Competencias Individuales»
A partir de la semana número 6 los dos últimos lugares del desafío de inmunidad de cada sexo quedaban nominados. A continuación las posiciones de cada una de las semanas:
| Posición    | Semana    | Semana        | Semana    | Semana        | Semana    | Semana        | Semana    | Semana        |
| Posición    | 6         | 6             | 7         | 7             | 8         | 8             | 9         | 9             |
| Posición    | Mujeres   | Hombres       | Mujeres   | Hombres       | Mujeres   | Hombres       | Mujeres   | Hombres       |
| ----------- | --------- | ------------- | --------- | ------------- | --------- | ------------- | --------- | ------------- |
| 1.er Lugar: | Delmis    | Omar          | Sofía     | Wesley        | Paola     | Wesley        | Sofía     | Pipe          |
| 2.º Lugar:  | Farina    | Wesley        | Farina    | Edward        | Delmis    | Edward        | Delmis    | Abdu          |
| 3.er Lugar: | Sofía     | Julián        | Delmis    | Julián        | Sofía     | Abdu          | Nanis     | Julián        |
| 4.º lugar:  | Paola     | Abdu          | Ana Lucía | Abdu          | Nanis     | Pipe          | Farina    | Edward        |
| 5.º Lugar:  | Ana María | Edward        | Diana     | Víctor Javier | Diana     | Julián        | Paola     | Víctor Javier |
| 6.º Lugar:  | Diana     | Pipe          | Nanis     | Omar          | Ana Lucía | Víctor Javier | Ana Lucía | Wesley        |
| 7.º Lugar:  | Ana Lucía | Víctor Hugo   | Paola     | Pipe          | Farina    |               |           |               |
| 8.º Lugar:  | Nanis     | Víctor Javier | Ana María |               | Ana María |               |           |               |

## Votos del «Consejo de eliminación»

### Competencia por equipos
Cada semana se llevaron a cabo dos consejos de eliminación: uno en el que el equipo perdedor de las competencias de equipo, que conceden inmunidad grupal, vota a un integrante de su mismo equipo y otro en el equipo ganador vota a un participante del equipo derrotado. El equipo perdedor eligía el sexo del primer duelista, teniendo el equipo ganador que elegir a alguien del mismo sexo. Si existiese un empate, el capitán del respectivo equipo debe desempatar.
| Protegido de Todos los Tiempos: | Sofía              | Farina             | Ana María        | Omar              | Wesley             |  |  |  |  |  |  |  |  |  |  |  |  |  |  |  |  |  |  |  |
| Equipo ganador:                 | Eternidad          | Infinito           | Infinito         | Eternidad         | Eternidad          |  |  |  |  |  |  |  |  |  |  |  |  |  |  |  |  |  |  |  |
| Abdu                            | Diana              | Julieth            | Julián           | Farina            | Eduardo            |  |  |  |  |  |  |  |  |  |  |  |  |  |  |  |  |  |  |  |
| Ana Lucía                       | Paola              | Paola              | Julián           | Delmis            | Eduardo            |  |  |  |  |  |  |  |  |  |  |  |  |  |  |  |  |  |  |  |
| Julián                          | Diana              | Julieth            | Víctor Hugo      | Delmis            | Eduardo            |  |  |  |  |  |  |  |  |  |  |  |  |  |  |  |  |  |  |  |
| Nanis                           |                    |                    |                  | Edward            | Edward             |  |  |  |  |  |  |  |  |  |  |  |  |  |  |  |  |  |  |  |
| Paola                           | Ana Lucía          | Sofía              | Pipe             | Farina            | Julián             |  |  |  |  |  |  |  |  |  |  |  |  |  |  |  |  |  |  |  |
| Pipe                            | Diana              | Julieth            | Julián           | Ana María         | Eduardo            |  |  |  |  |  |  |  |  |  |  |  |  |  |  |  |  |  |  |  |
| Sofía                           | Paola              | Paola              | Pipe             | Farina            | Eduardo            |  |  |  |  |  |  |  |  |  |  |  |  |  |  |  |  |  |  |  |
| Wesley                          | Diana              | Julieth            | Julián           | Farina            | Eduardo            |  |  |  |  |  |  |  |  |  |  |  |  |  |  |  |  |  |  |  |
| Víctor Javier                   | Giorgio            | Sofía              | Víctor Hugo      | Farina            | Omar               |  |  |  |  |  |  |  |  |  |  |  |  |  |  |  |  |  |  |  |
| Farina                          | Giorgio            | Sofía              | Abdu             | Sandra            | Edward             |  |  |  |  |  |  |  |  |  |  |  |  |  |  |  |  |  |  |  |
| Edward                          | Giorgio            | Sofía              | Abdu             | Farina            | Omar               |  |  |  |  |  |  |  |  |  |  |  |  |  |  |  |  |  |  |  |
| Delmis                          | Ana María          | Sofía              | Wesley           | Ana María         | Farina             |  |  |  |  |  |  |  |  |  |  |  |  |  |  |  |  |  |  |  |
| Ana María                       | Giorgio            | Sofía              | Abdu             | Sandra            | Edward             |  |  |  |  |  |  |  |  |  |  |  |  |  |  |  |  |  |  |  |
| Diana                           | Paola              | Sofía              | Julián           | Farina            | Julián             |  |  |  |  |  |  |  |  |  |  |  |  |  |  |  |  |  |  |  |
| Omar                            | Giorgio            | Sofía              | Wesley           | Sandra            | Edward             |  |  |  |  |  |  |  |  |  |  |  |  |  |  |  |  |  |  |  |
| Víctor Hugo                     | Diana              | Julieth            | Julián           | Delmis            | Eduardo            |  |  |  |  |  |  |  |  |  |  |  |  |  |  |  |  |  |  |  |
| Eduardo                         |                    |                    |                  | Farina            | Julián             |  |  |  |  |  |  |  |  |  |  |  |  |  |  |  |  |  |  |  |
| Sandra                          | Ana María          | Sofía              | Abdu             | Farina            |                    |  |  |  |  |  |  |  |  |  |  |  |  |  |  |  |  |  |  |  |
| Hernando                        | Giorgio            | Ana Lucía          | Wesley           |                   |                    |  |  |  |  |  |  |  |  |  |  |  |  |  |  |  |  |  |  |  |
| Julieth                         | Diana              | Sofía              |                  |                   |                    |  |  |  |  |  |  |  |  |  |  |  |  |  |  |  |  |  |  |  |
| Giorgio                         | Sandra             |                    |                  |                   |                    |  |  |  |  |  |  |  |  |  |  |  |  |  |  |  |  |  |  |  |
| Isabel                          | Giorgio            |                    |                  |                   |                    |  |  |  |  |  |  |  |  |  |  |  |  |  |  |  |  |  |  |  |
| Perdedores:                     | Isabel             | Sin nominados      | Sin nominados    | Sin nominados     | Sin nominados      |  |  |  |  |  |  |  |  |  |  |  |  |  |  |  |  |  |  |  |
| Perdedores:                     | Edward             | Sin nominados      | Sin nominados    | Sin nominados     | Sin nominados      |  |  |  |  |  |  |  |  |  |  |  |  |  |  |  |  |  |  |  |
| Nominado Pasado:                | Giorgio 7/10 votos | Julieth 5/10 votos | Julián 6/9 votos | Sandra 3/8 votos  | Edward 4/7 votos   |  |  |  |  |  |  |  |  |  |  |  |  |  |  |  |  |  |  |  |
| Nominado Futuro:                | Diana 6/10 votos   | Sofía 7/8 votos    | Abdu 4/8 votos   | Farina 6/10 votos | Eduardo 7/10 votos |  |  |  |  |  |  |  |  |  |  |  |  |  |  |  |  |  |  |  |
| Nominado Duelista 1:            | Víctor Hugo        | Sin nominado       | Sin nominado     | Sin nominado      | Sin nominado       |  |  |  |  |  |  |  |  |  |  |  |  |  |  |  |  |  |  |  |
| Nominado Duelista 2:            | Sandra             | Sin nominado       | Sin nominado     | Sin nominado      | Sin nominado       |  |  |  |  |  |  |  |  |  |  |  |  |  |  |  |  |  |  |  |
| Nominado Extra:                 | Sin nominado       | Ana Lucía          | Hernando         | Diana             | Julián             |  |  |  |  |  |  |  |  |  |  |  |  |  |  |  |  |  |  |  |
| Eliminado:                      | Isabel Giorgio     | Julieth            | Hernando         | Sandra            | Eduardo            |  |  |  |  |  |  |  |  |  |  |  |  |  |  |  |  |  |  |  |

### Competencia individual
| Protegido de Todos los Tiempos: | Delmis              | Wesley           | Wesley          | Sin inmune                         |  |  |  |  |  |  |  |  |  |  |  |  |  |  |  |  |  |  |
| Abdu                            | Wesley              | Nanis            | Paola           | Nanis                              |  |  |  |  |  |  |  |  |  |  |  |  |  |  |  |  |  |  |
| Ana Lucía                       | Ana María           | Nanis            | Diana           | Julián                             |  |  |  |  |  |  |  |  |  |  |  |  |  |  |  |  |  |  |
| Julián                          | Wesley              | Diana            | Diana           | Delmis                             |  |  |  |  |  |  |  |  |  |  |  |  |  |  |  |  |  |  |
| Nanis                           | Ana María           | Abdu             | Sofía           | Sofía                              |  |  |  |  |  |  |  |  |  |  |  |  |  |  |  |  |  |  |
| Paola                           | Julián              | Abdu             | Sofía           | Julián                             |  |  |  |  |  |  |  |  |  |  |  |  |  |  |  |  |  |  |
| Pipe                            | Ana María           | Julián           | Diana           | Delmis                             |  |  |  |  |  |  |  |  |  |  |  |  |  |  |  |  |  |  |
| Sofía                           | Wesley              | Diana            | Delmis          | Delmis                             |  |  |  |  |  |  |  |  |  |  |  |  |  |  |  |  |  |  |
| Wesley                          | Omar                | Diana            | Sofía           | Julián                             |  |  |  |  |  |  |  |  |  |  |  |  |  |  |  |  |  |  |
| Víctor Javier                   | Diana               | Julián           | Diana           | Julián                             |  |  |  |  |  |  |  |  |  |  |  |  |  |  |  |  |  |  |
| Farina                          | Wesley              | Diana            | Diana           | Julián                             |  |  |  |  |  |  |  |  |  |  |  |  |  |  |  |  |  |  |
| Edward                          | Ana María           | Nanis            | Sofía           | Julián                             |  |  |  |  |  |  |  |  |  |  |  |  |  |  |  |  |  |  |
| Delmis                          | Wesley              | Nanis            | Sofía           | Sofía                              |  |  |  |  |  |  |  |  |  |  |  |  |  |  |  |  |  |  |
| Ana María                       | Diana               | Julián           | Diana           |                                    |  |  |  |  |  |  |  |  |  |  |  |  |  |  |  |  |  |  |
| Diana                           | Ana María           | Julián           | Ana Lucía       |                                    |  |  |  |  |  |  |  |  |  |  |  |  |  |  |  |  |  |  |
| Omar                            | Wesley              | Julián           |                 |                                    |  |  |  |  |  |  |  |  |  |  |  |  |  |  |  |  |  |  |
| Víctor Hugo                     | Diana               |                  |                 |                                    |  |  |  |  |  |  |  |  |  |  |  |  |  |  |  |  |  |  |
| Perdedores:                     | Ana Lucía           | Paola            | Ana María       | Paola Farina Ana Lucía             |  |  |  |  |  |  |  |  |  |  |  |  |  |  |  |  |  |  |
| Perdedores:                     | Nanis               | Ana María        | Ana María       | Paola Farina Ana Lucía             |  |  |  |  |  |  |  |  |  |  |  |  |  |  |  |  |  |  |
| Perdedores:                     | Víctor Hugo         | Omar             | Farina          | Edward Víctor Javier Wesley        |  |  |  |  |  |  |  |  |  |  |  |  |  |  |  |  |  |  |
| Perdedores:                     | Víctor Javier       | Pipe             | Farina          | Edward Víctor Javier Wesley        |  |  |  |  |  |  |  |  |  |  |  |  |  |  |  |  |  |  |
| Nominado Pasado:                | Ana María 5/8 votos | Julián 5/7 votos | Diana 6/7 votos | Julián 6/6 votos                   |  |  |  |  |  |  |  |  |  |  |  |  |  |  |  |  |  |  |
| Nominado Futuro:                | Wesley 6/8 votos    | Diana 4/8 votos  | Sofía 5/7 votos | Delmis 3/6 votos                   |  |  |  |  |  |  |  |  |  |  |  |  |  |  |  |  |  |  |
| Eliminado:                      | Víctor Hugo         | Omar             | Ana María Diana | Delmis Edward Farina Víctor Javier |  |  |  |  |  |  |  |  |  |  |  |  |  |  |  |  |  |  |

## «Protegido de todos los tiempos» (Duelo de inmunidad)
Cada semana se hace una prueba individual para hombres y mujeres por separado. Hay un ganador de cada sexo, de los cuales (a partir de la 2.ª semana) el que tenga más votos a su favor del público, a través de mensajes de texto, se convertirá en el «Protegido de todos los tiempos». El protegido no podrá ser nominado en ninguno de los Consejos de eliminación ni ser el Castigado de todos los tiempos y tendrá además el privilegio de poder moverse sin problemas entre los tres mundos presentes en el juego.
| Semana | Ganadora          | Ganador              | Tipo de desafío | Protegido de Todos los Tiempos |
| ------ | ----------------- | -------------------- | --------------- | ------------------------------ |
| 1      | Sofía Jaramillo   | Víctor Javier Torres | Habilidad       | Sofía Jaramillo                |
| 2      | Farina Paucar     | Wesley Burger        | Velocidad       | Farina Paucar                  |
| 3      | Ana María Córdoba | Wesley Burger        | Fuerza/Memoria  | Ana María Córdoba              |
| 4      | Delmis Muñoz      | Omar Murillo         | Destreza        | Omar Murillo                   |
| 5      | Nanis Ochoa       | Wesley Burger        | Resistencia     | Wesley Burger                  |
| 6      | Delmis Muñoz      | Omar Murillo         | Velocidad       | Delmis Muñoz                   |
| 7      | Sofía Jaramillo   | Wesley Burger        | Equilibrio      | Wesley Burger                  |
| 8      | Paola Tovar       | Wesley Burger        | Habillidad      | Wesley Burger                  |
| 9      | Sofía Jaramillo   | Pipe Calderón        | Velocidad       | Sin inmune                     |

## «Castigado de todos los tiempos» (Nominado extra)
El público constantemente se encuentra enviando mensajes de texto apoyando a sus participantes favoritos. Esto tiene como consecuencia que los participantes menos votados se convierten en el «Castigado de todos los tiempos», siendo así el nominado extra que podrá enfrentar una prueba de salvación y, en caso de no ganarlo, un duelo de eliminación. Este participante no puede ser ni el inmune de la semana ni uno de los que ya fueron nominados en los consejos del Pasado y Futuro, y además debe ser del mismo sexo que los dos anteriores nominados.
| Semana | Sexo nominado | Menos Votado 1       | Menos Votado 2  | Castigado de Todos los Tiempos |
| ------ | ------------- | -------------------- | --------------- | ------------------------------ |
| 1      |               |                      |                 | Sin castigado                  |
| 2      | Femenino      | Sandra Muñoz         | Ana Lucía Silva | Ana Lucía Silva                |
| 3      | Masculino     | Hernando Colmenares  | Wesley Burger   | Hernando Colmenares            |
| 4      | Femenino      | Delmis Muñoz         | Diana Caicedo   | Diana Caicedo                  |
| 5      | Masculino     | Víctor Javier Torres | Julián Rendón   | Julián Rendón                  |

## Competencias
"Mundos opuestos"  se basa prácticamente en competencias en las cuales se prueba a los participantes en fuerza, velocidad, habilidad, equilibrio, etc. Para hacer pruebas de estas, se conforman dos equipos, identificados con un nombre y un color, y se baten en competencias para no eliminar a uno de sus integrantes y permanecer en el "futuro".

### Equipos
| Semana | Equipo ganador | Equipo perdedor | Nominados Perdedores | Nominado pasado | Nominado futuro | Nominado duelistas | Tipo de duelo | Eliminado |
| ------ | -------------- | --------------- | -------------------- | --------------- | --------------- | ------------------ | ------------- | --------- |
| 1      | Eternidad      | Infinito        | Isabel               | Giorgio         | Diana           | Sandra             | Habilidad     | Isabel    |
| 1      | Eternidad      | Infinito        | Edward               | Giorgio         | Diana           | Víctor Hugo        | Habilidad     | Giorgio   |

| Semana | Equipo ganador | Equipo perdedor | Nominado pasado | Nominado futuro | Nominado extra | Tipo de duelo | Eliminado |
| ------ | -------------- | --------------- | --------------- | --------------- | -------------- | ------------- | --------- |
| 2      | Infinito       | Eternidad       | Julieth         | Sofía           | Ana Lucía      | Equilibrio    | Julieth   |
| 3      | Infinito       | Eternidad       | Julián          | Abdu            | Hernando       | Equilibrio    | Hernando  |
| 4      | Eternidad      | Infinito        | Sandra          | Farina          | Diana          | Destreza      | Sandra    |
| 5      | Eternidad      | Infinito        | Edward          | Eduardo         | Julián         | Destreza      | Eduardo   |

### Individuales
| Semana | Participante ganador | Participante ganadora | Nominados Perdedores | Nominadas Perdedoras | Nominado/a Pasado | Nominado/a Futuro | Tipo de duelo | Eliminado/a   |
| ------ | -------------------- | --------------------- | -------------------- | -------------------- | ----------------- | ----------------- | ------------- | ------------- |
| 6      | Omar                 | Delmis                | Víctor Hugo          | Ana Lucía            | Ana María         | Wesley            | Velocidad     | Víctor Hugo   |
| 6      | Omar                 | Delmis                | Víctor Javier        | Nanis                | Ana María         | Wesley            | Velocidad     | Víctor Hugo   |
| 7      | Wesley               | Sofía                 | Omar                 | Ana María            | Julián            | Diana             | Habilidad     | Omar          |
| 7      | Wesley               | Sofía                 | Pipe                 | Paola                | Julián            | Diana             | Habilidad     | Omar          |
| 8      | Wesley               | Paola                 | Sin nominados        | Ana María            | Diana             | Sofía             | Equilibrio    | Diana         |
| 8      | Wesley               | Paola                 | Sin nominados        | Farina               | Diana             | Sofía             | Equilibrio    | Ana María     |
| 9      | Pipe                 | Sofía                 | Edward               | Paola                | Julián            | Delmis            | Habilidad     | Delmis        |
| 9      | Pipe                 | Sofía                 | Víctor Javier        | Farina               | Julián            | Delmis            | Habilidad     | Farina        |
| 9      | Pipe                 | Sofía                 | Wesley               | Ana Lucía            | Julián            | Delmis            | Habilidad     | Edward        |
| 9      | Pipe                 | Sofía                 | Wesley               | Ana Lucía            | Julián            | Delmis            | Habilidad     | Víctor Javier |

     El participante gana la Prueba de salvación, por ende se salva y no enfrenta el Duelo de Eliminación.
     El participante pierde la Prueba de eliminación pero no es eliminado(a).

## Gran Final
La gran semifinal de hombres se transmitió el día jueves 20 de diciembre de 2012 a las 23:40 horas. La semifinal de mujeres se transmitió el día siguiente, 21 de diciembre de 2012 a las 23:45 horas. La Gran Final del programa se transmitió el día domingo 23 de diciembre de 2012 obteniendo los ganadores $400 millones de pesos Colombianos.
| Parejas                 | Semifinalistas  | Tipo de Competencia                                | Finalistas      | Tipo de Duelo                       | Ganadores       |
| ----------------------- | --------------- | -------------------------------------------------- | --------------- | ----------------------------------- | --------------- |
| Pareja Mujeres Número 1 | Ana Lucía Silva | Destreza, Resistencia, Equilibrio y Fuerza física. |                 | Destreza y Resistencia.             |                 |
| Pareja Mujeres Número 1 | Paola Tovar     | Destreza, Resistencia, Equilibrio y Fuerza física. | Paola Tovar     | Destreza y Resistencia.             |                 |
| Pareja Mujeres Número 2 | Daniela Ochoa   | Destreza, Resistencia, Equilibrio y Fuerza física. |                 | Destreza y Resistencia.             |                 |
| Pareja Mujeres Número 2 | Sofía Jaramillo | Destreza, Resistencia, Equilibrio y Fuerza física. | Sofía Jaramillo | Destreza y Resistencia.             | Sofía Jaramillo |
| Pareja Hombres Número 2 | Abdu Cesar      | Destreza y Resistencia.                            |                 | Destreza, Resistencia y Equilibrio. |                 |
| Pareja Hombres Número 2 | Pipe Calderón   | Destreza y Resistencia.                            | Pipe Calderón   | Destreza, Resistencia y Equilibrio. |                 |
| Pareja Hombres Número 1 | Julián Rendón   | Destreza y Resistencia.                            |                 | Destreza, Resistencia y Equilibrio. |                 |
| Pareja Hombres Número 1 | Wesley Burger   | Destreza y Resistencia.                            | Wesley Burger   | Destreza, Resistencia y Equilibrio. | Wesley Burger   |

## Audiencia
La versión colombiana de Mundos Opuestos se estrenó el día 7 de octubre del 2012 por el canal RCN en el Prime Time a las 20:01 horas. Debutó con 26.2 puntos de sintonía promedio (índice de audiencia hogares) y 10.2 (índice de audiencia personas) en la hora y diez minutos que duró aproximadamente y quedando en el cuarto lugar del día, en días posteriores a su estreno el programa ha tenido poca acogida por el público colombiano debido a sus fallas en la producción y a su contrincante en el canal Caracol La Voz Colombia por lo cual debido al fracaso fue trasladado de horario. Pero luego tuvo muy buenos puntos de sintonía en sus episodios los cuales eran trasmitidos a las 23:40 horas y terminaban pasada las 00:00 horas, números aceptables a dicha hora  El programa fue transmitido de domingo a viernes. El índice de audiencia promedio del programa fue de solo 19,1 de índice de audiencia hogares y 6,5 puntos de índice de audiencia personas.
| 1  | 1  | Domingo   | 7 de octubre    | Presentación del programa Conformación de equipos Competencia en equipos | 20:01 - 21:12 | 26,2 | 10,1 | Cuarto  | [ 5 ]  |
| 1  | 2  | Lunes     | 8 de octubre    | Desafío de inmunidad                                                     | 19:59 - 21:01 | 25,1 | 9,6  | Sexto   | [ 6 ]  |
| 1  | 3  | Martes    | 9 de octubre    | Desafío de inmunidad (cont.) Nominación "Mujeres"                        | 20:00 - 20:57 | 22,4 | 8,4  | Quinto  | [ 7 ]  |
| 1  | 4  | Miércoles | 10 de octubre   | Nominación del "Pasado"                                                  | 20:00 - 20:58 | 21,3 | 7,6  | Séptimo | [ 8 ]  |
| 1  | 5  | Jueves    | 11 de octubre   | Apertura "Presente"                                                      | 20:00 - 21:01 | 19,2 | 6,8  | Séptimo | [ 9 ]  |
| 1  | 6  | Viernes   | 12 de octubre   | Nominación del "Futuro" Nominación duelistas Prueba de salvación         | 19:59 - 21:09 | 25,3 | 9,6  | Tercero | [ 10 ] |
| 1  | 7  | Sábado    | 13 de octubre   | Sábado Premium                                                           | 19:59 - 21:09 | 11,9 | 3,4  | Quinto  | [ 11 ] |
| 1  | 8  | Domingo   | 14 de octubre   | Eliminación                                                              | 19:59 - 22:40 | 15,2 | 4,8  | Cuarto  | [ 12 ] |
| 2  | 9  | Lunes     | 15 de octubre   | Desafío de inmunidad                                                     | 19:59 - 21:43 | 19,4 | 6,8  | Quinto  | [ 13 ] |
| 2  | 10 | Martes    | 16 de octubre   | Competencia en equipos                                                   | 20:00 - 21:10 | 28,3 | 11,1 | Cuarto  | [ 14 ] |
| 2  | 11 | Miércoles | 17 de octubre   | Nominación del "Pasado"                                                  | 20:00 - 21:05 | 21,4 | 7,8  | Quinto  | [ 15 ] |
| 2  | 12 | Jueves    | 18 de octubre   | Nominación del "Futuro"                                                  | 20:00 - 21:09 | 21,0 | 7,6  | Octavo  | [ 16 ] |
| 2  | 13 | Viernes   | 19 de octubre   | Nominación extra Prueba de Salvación                                     | 20:00 - 21:12 | 18,7 | 6,5  | Séptimo | [ 17 ] |
| 2  | 14 | Sábado    | 20 de octubre   | Sábado Premium                                                           | 20:00 - 21:12 | 11,1 | 3,0  | Quinto  | [ 18 ] |
| 2  | 15 | Domingo   | 21 de octubre   | Eliminación                                                              | 20:01 - 21:05 | 17,4 | 5,9  | Sexto   | [ 19 ] |
| 3  | 16 | Lunes     | 22 de octubre   | Desafío de inmunidad                                                     | 20:00 - 21:00 | 21,5 | 7,8  | Séptimo | [ 20 ] |
| 3  | 17 | Martes    | 23 de octubre   | Competencia en equipos                                                   | 20:00 - 21:08 | 19,3 | 6,7  | Octavo  | [ 21 ] |
| 3  | 18 | Miércoles | 24 de octubre   | Nominación del "Pasado"                                                  | 20:00 - 21:02 | 20,6 | 7,4  | Séptimo | [ 22 ] |
| 3  | 19 | Jueves    | 25 de octubre   | Nominación del "Futuro"                                                  | 20:00 - 20:45 | 18,9 | 6,6  | Octavo  | [ 23 ] |
| 3  | 20 | Viernes   | 26 de octubre   | Nominación extra Prueba de Salvación                                     | 20:00 - 20:45 | 17,1 | 5,8  | Séptimo | [ 24 ] |
| 3  | 21 | Sábado    | 27 de octubre   | Sábado Premium                                                           | 20:00 - 20:45 | 9,4  | 2,2  | Séptimo | [ 25 ] |
| 3  | 22 | Domingo   | 28 de octubre   | Eliminación                                                              | 20:30 - 21:44 | 14,3 | 4,4  | Sexto   | [ 26 ] |
| 4  | 23 | Lunes     | 29 de octubre   | Ingresa Nanis Ingresa Eduardo Desafío de inmunidad                       | 20:30 - 21:43 | 22,4 | 8,2  | Séptimo | [ 27 ] |
| 4  | 24 | Martes    | 30 de octubre   | Competencia en equipos                                                   | 20:32 - 21:55 | 21,6 | 7,9  | Sexto   | [ 28 ] |
| 4  | 25 | Miércoles | 31 de octubre   | Nominación del "Pasado"                                                  | 20:30 - 21:44 | 18,3 | 6,3  | Sexto   | [ 29 ] |
| 4  | 26 | Jueves    | 1 de noviembre  | Nominación del "Futuro"                                                  | 20:30 - 21:55 | 21,2 | 7,8  | Quinto  | [ 30 ] |
| 4  | 27 | Viernes   | 2 de noviembre  | Nominación extra Prueba de Salvación                                     | 20:00 - 21:22 | 22,0 | 8,1  | Quinto  | [ 31 ] |
| 4  | 28 | Sábado    | 3 de noviembre  | Sábado Premium                                                           | 20:00 - 21:22 | 8,6  | 1,8  | Quinto  | [ 32 ] |
| 4  | 29 | Domingo   | 4 de noviembre  | Eliminación                                                              | 20:00 - 21:15 | 16,7 | 5,5  | Quinto  | [ 33 ] |
| 5  | 30 | Lunes     | 5 de noviembre  | Desafío de inmunidad                                                     | 20:30 - 21:43 | 20,7 | 7,4  | Cuarto  | [ 34 ] |
| 5  | 31 | Martes    | 6 de noviembre  | Competencia en equipos                                                   | 20:30 - 21:23 | 21,4 | 7,8  | Quinto  | [ 35 ] |
| 5  | 32 | Jueves    | 8 de noviembre  | Nominación del "Pasado" Nominación del "Futuro"                          | 20:00 - 21:22 | 21,6 | 7,8  | Quinto  | [ 36 ] |
| 5  | 33 | Viernes   | 9 de noviembre  | Nominación extra Prueba de Salvación                                     | 20:01 - 21:25 | 20,6 | 7,4  | Quinto  | [ 37 ] |
| 5  | 34 | Sábado    | 10 de noviembre | Sábado Premium                                                           | 20:01 - 21:25 | 11,0 | 2,9  | Sexto   | [ 38 ] |
| 5  | 35 | Domingo   | 11 de noviembre | Eliminación                                                              | 20:01 - 21:28 | 16,6 | 5,4  | Sexto   | [ 39 ] |
| 6  | 36 | Lunes     | 12 de noviembre | Sin competencias                                                         | 20:01 - 21:25 | 15,3 | 4,9  | Séptimo | [ 40 ] |
| 6  | 37 | Martes    | 13 de noviembre | Desafío de inmunidad                                                     | 20:01 - 21:35 | 26,3 | 10,2 | Cuarto  | [ 41 ] |
| 6  | 38 | Miércoles | 14 de noviembre | Sin competencias                                                         | 20:01 - 21:35 | 17,7 | 6,0  | Sexto   | [ 42 ] |
| 6  | 39 | Jueves    | 15 de noviembre | Nominación del "Pasado" Nominación del "Futuro"                          | 20:01 - 21:25 | 20,5 | 7,4  | Quinto  | [ 43 ] |
| 6  | 40 | Viernes   | 16 de noviembre | Prueba de Salvación                                                      | 20:01 - 21:30 | 22,3 | 8,2  | Cuarto  | [ 44 ] |
| 6  | 41 | Domingo   | 18 de noviembre | Eliminación                                                              | 20:01 - 21:30 | 20,4 | 7,4  | Cuarto  | [ 45 ] |
| 7  | 42 | Miércoles | 21 de noviembre | Desafío de inmunidad                                                     | 23:20 - 23:58 | 14,5 | 4,6  | Tercero | [ 46 ] |
| 7  | 43 | Jueves    | 22 de noviembre | Nominación del "Pasado"                                                  | 23:20 - 23:59 | 15,3 | 4,8  | Tercero | [ 47 ] |
| 7  | 44 | Viernes   | 23 de noviembre | Nominación del "Futuro"                                                  | 23:20 - 23:59 | —    | —    | —       |        |
| 7  | 45 | Domingo   | 25 de noviembre | Prueba de Salvación                                                      | 20:00 - 21:59 | 16,5 | 5,3  | Quinto  | [ 48 ] |
| 7  | 46 | Lunes     | 26 de noviembre | Sin competencias                                                         | 23:20 - 23:59 | 16,0 | 5,1  | Segundo | [ 49 ] |
| 7  | 47 | Martes    | 27 de noviembre | Eliminación                                                              | 23:20 - 23:59 | 16,3 | 5,1  | Tercero | [ 50 ] |
| 8  | 48 | Miércoles | 28 de noviembre | Sin competencias                                                         | 23:20 - 23:58 | —    | —    | —       |        |
| 8  | 49 | Jueves    | 29 de noviembre | Desafío de inmunidad                                                     | 23:20 - 23:58 | 15,8 | 5,0  | Tercero | [ 51 ] |
| 8  | 50 | Viernes   | 30 de noviembre | Nominación del "Pasado"                                                  | 23:20 - 23:58 | 15,0 | 4,7  | Tercero | [ 52 ] |
| 8  | 51 | Domingo   | 2 de diciembre  | Sin competencias                                                         | 20:00 - 21:58 | 11,6 | 3,2  | Octavo  | [ 53 ] |
| 8  | 52 | Lunes     | 3 de diciembre  | Nominación del "Futuro"                                                  | 23:20 - 23:58 | 15,6 | 5,0  | Tercero | [ 54 ] |
| 8  | 53 | Martes    | 4 de diciembre  | Prueba de Salvación                                                      | 23:20 - 23:58 | 14,8 | 4,6  | Tercero | [ 55 ] |
| 8  | 54 | Miércoles | 5 de diciembre  | Sin competencias                                                         | 23:20 - 23:58 | 14,3 | 4,5  | Tercero | [ 56 ] |
| 8  | 55 | Jueves    | 6 de diciembre  | Eliminación                                                              | 23:20 - 23:50 | 13,1 | 4,0  | Tercero | [ 57 ] |
| 9  | 57 | Viernes   | 7 de diciembre  | Sin competencias                                                         | 23:20 - 23:50 | 14,4 | 4,5  | Segundo | [ 58 ] |
| 9  | 58 | Domingo   | 9 de diciembre  | Competencia territorial                                                  | 23:20 - 23:50 | —    | —    | —       |        |
| 9  | 59 | Lunes     | 10 de diciembre | Nominación del "Pasado"                                                  | 23:20 - 23:50 | 15,9 | 5,0  | Cuarto  | [ 59 ] |
| 9  | 60 | Martes    | 11 de diciembre | Sin competencias                                                         | 23:40 - 00:30 | 13,9 | 4,3  | Cuarto  | [ 60 ] |
| 9  | 61 | Miércoles | 12 de diciembre | Sin competencias                                                         | 22:50 - 00:50 | —    | —    | —       |        |
| 9  | 62 | Jueves    | 13 de diciembre | Nominación del "Futuro"                                                  | 23:50 - 00:15 | 14,7 | 4,6  | Cuarto  | [ 61 ] |
| 9  | 63 | Viernes   | 14 de diciembre | Sin competencias                                                         | 23:50 - 00:19 | 16,6 | 5,3  | Tercero | [ 62 ] |
| 9  | 64 | Domingo   | 16 de diciembre | Prueba de salvación                                                      | 23:50 - 00:23 | —    | —    | —       |        |
| 9  | 65 | Lunes     | 17 de diciembre | Sin competencias                                                         | 23:50 - 00:23 | 18,4 | 6,1  | Tercero | [ 63 ] |
| 9  | 66 | Martes    | 18 de diciembre | Eliminación                                                              | 23:50 - 00:23 | 17,6 | 5,8  | Cuarto  | [ 64 ] |
| 10 | 67 | Miércoles | 19 de diciembre | Sin competencias                                                         | 23:50 - 00:23 | 18,8 | 6,2  | Tercero | [ 65 ] |
| 10 | 68 | Jueves    | 20 de diciembre | Semifinal Hombres                                                        | 23:50 - 00:23 | 19,9 | 6,8  | Tercero | [ 66 ] |
| 10 | 69 | Viernes   | 21 de diciembre | Semifinal Mujeres                                                        | 23:50 - 00:23 | 18,3 | 6,2  | Tercero | [ 67 ] |
| 10 | 70 | Domingo   | 23 de diciembre | Gran Final                                                               | 20:03 - 22:05 | 20,1 | 7,0  | Primero | [ 68 ] |

1. ↑  Debido a varias acusaciones en contra de Sofía por haber hecho trampa en el desafío de inmunidad, se decidió hacer una nominación entre mujeres para determinar si la ganadora había sido Sofía o Ana María, finalmente se decidió por Sofía.
2. ↑  Los sábados se realizaban un resumen semanal del reality. Los fines de semana y festivos, no contaron para el promedio.
3. ↑  A partir del Miércoles 21 de Noviembre el programa fue traslado de horario, su posición solo corresponde a la franja horaria en la que se encontraba junto con otros programas a la misma hora.

     Episodio más visto.

     Episodio menos visto.